# ロンカル
ロンカル、ケソ・デ・ロンカル（スペイン語: Queso de Roncal）は、スペインのナバラ州のロンカル渓谷 (es:Valle de Roncal) で生産される、ヒツジの乳を原料としたチーズ。セミハードタイプに分類される。
冬はナバラ州南部において、夏は高台の牧草地へと移動しつつ生産している。色味について、表皮は若干の黄色を含む褐色、もしくは薄い黄色で、内部はアイボリーで小さな気孔が見られる。熟成期間は4ヶ月以上とされるが、それ以上の期間熟成させることにより深みと若干のスパイシーさを持つようになる。「しっかりとした奥行きのある味」と評価される。
ロンカル渓谷のかかるフランスのピレネー＝アトランティック県でも同名の、牛乳から生産されるチーズがある。